# 그대 아직도 꿈꾸고 있는가 (1990년 드라마)
그대 아직도 꿈꾸고 있는가는 KBS 2TV에서 1990년 10월 3일부터 1990년 10월 25일까지 매주 수요일, 목요일 밤 9시 50분에 방영되었던 텔레비전 드라마이다.

## 출연진
- 김성겸(혁주 측 변호사)
- 김지영(반찬 가게 아줌마)
- 반효정(황 여사)
- 오승명(판사)
- 이경표(정애숙)
- 이신재(교장 선생)
- 이효춘(차문경)
- 정동환(김혁주)
- 강현미, 권혁호, 김대환, 김복희, 김봉근, 김창봉, 김해권, 노영화, 맹호림, 박칠용, 봉혜선, 서상익, 송희남, 양택조, 양형호, 오미연, 윤덕용, 이경영, 이대로, 이동주, 이원발, 이용진, 이한위, 장용, 정재은, 조재훈